# Sputnik (foguete)

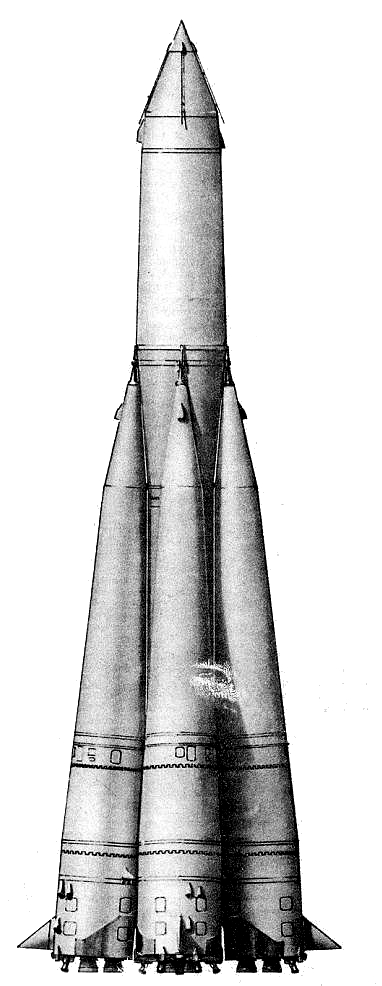
O foguete SputnikPS.

O foguete Sputnik, foi um veículo de lançamento orbital, projetado por Sergei Korolev, tendo como base, o 
ICBM R-7 Semyorka, também projetado por ele. 
Esse foguete da família R-7, usava apenas dois estágios: o primeiro composto dos quatro foguetes auxiliares laterais e o segundo o 
núcleo central. Acima deste apenas uma coifa cônica contendo a carga útil (satélites).
Em 4 de Outubro de 1957, um desses foguetes, lançou o primeiro satélite artificial da Terra, o Sputnik 1 numa órbita LEO.
Variantes
- SputnikPS (8K71PS) - usado para lançar os satélites Sputnik 1 e Sputnik 2
- Sputnik (8A91) - usado para lançar o satélite Sputnik 3
- Sputnik (11A59) ou Polyot - versão atualizada, fabricada com componentes do Voskhod